# Мартинюк Адам Іванович
Ада́м Іва́нович Мартиню́к (нар.16 серпня 1950, село Ветли, Любешівського району Волинської області) — радянський та український проросійський політик, кандидат історичних наук. Перший заступник Голови Верховної Ради України (1998—2000, 2003—2007, 2010—2012 рр.)

## Біографія
Народився 16 серпня 1950 в селі Ветли (на хуторі Зарогізне) Любешівського району Волинської області. Навчався у Ветлівській середній школі. У 1967–1968 роках працював лаборантом у цій же школі.
У 1968–1972 роках навчався у Луцькому державному педагогічному інституті ім. Лесі Українки (нині — Східноєвропейський національний університет імені Лесі Українки) за спеціальністю учитель історії та суспільствознавства. У 1976 році вступив до аспірантури Інституту суспільних наук АНУ.
- 1972 — учитель історії в середній школі, село Велика Глуша Любешівського району.
- 1972–1974 — аспірант, Інститут суспільних наук АНУ, м. Львів.
- 1974–1975 — служба в армії.
- 1975–1976 — аспірант, 1976–1979 — молодший науковий працівник, 1979–1981 — старший науковий працівник Інститут суспільних наук АНУ.
- 1981–1988 — лектор, заступник завідувача Будинку політосвіти, заступник завідувача відділу пропаганди і агітації Львівського обласного комітету КПУ.
- 1988–1989 — секретар Львівського міського комітету КПУ.
- 1989–1990 — інструктор ідеологічного відділу Центрального комітету КПУ.
- Листопад 1990 — вересень 1991 — перший секретар Львівський міського комітету КПУ.
- 1991–1994 — охоронець службових приміщень агрофірми «Україна», місто Київ.
- 1992–1993 — головний редактор газети «Товариш».

## Політична кар'єра
1991–1993 — член Соціалістичної партії України. Член Комуністичної партії України (з 1970). З 1993 (після відновлення КПУ) — головний редактор газети «Комуніст» (до жовтня 1997). 
Лютий 1997–1998 — голова Центрального штабу виборів КПУ.
Народний депутат України 3-го скликання 03.1998-04.2002 від КПУ, № 6 в списку. На час виборів: 2-й секретар ЦК КПУ. Член фракції КПУ (05.-07.1998), позафракційний (07.1998-09.2000), член фракції КПУ (з 09.2000). 1-й заступник Голови (09 липня 1998-21 січня 2000). 03.1994 — кандидат у народні депутати України, Франківський виборчий округ № 265, Львівська область, висунутий виборцями, 1-й тур — 11.55 %, 4 місце з 8 претендентів.
Народний депутат України 4-го скликання 04.2002-04.06 від КПУ, № 6 в списку. На час виборів: народний депутат України, член КПУ. Уповноважений представник фракції комуністів (05.2002-11.03), член Комітету з питань Регламенту, депутатської етики та організації роботи ВР України (06.2002-11.03). 1-й заступник Голови ВР України (11.2003-04.06).
Народний депутат України 5-го скликання 04.2006-11.2007 від КПУ, № 2 в списку. На час виборів: 1-й заступник Голови ВР України, член КПУ. Член фракції КПУ (04.-07.2006).
Народний депутат України 6-го скликання 11.2007-12.2012 від КПУ, № 6 в списку. На час виборів: 1-й заступник Голови ВР України, член КПУ. 1-й заступник Голови (з 07.2006).
У 2007 році очолював ТСК з опрацювання проєктів законів України про внесення змін до Конституції України.
10 серпня 2012 року у другому читанні проголосував за Закон України «Про засади державної мовної політики», який суперечить Конституції України і у 2018 році був визнаним незаконним конституційним судом. Під його керівництвом цей закон було прийнято із порушеннями регламенту.
Народний депутат України 7-го скликання з 12.2012 від КПУ, № 8 в списку. На час виборів: 1-й заступник Голови ВР України, член КПУ. Перший заступник голови фракції КПУ (з 12.2012). Член Комітету з питань національної безпеки і оборони (з 12.2012).

## Сім'я
Дружина Валентина Пилипівна народилась 1956 року; у подружжя є дочка Наталія, 1979 року народження.
Донька Адама Мартинюка перебувала у машині, внаслідок зіткнення з якою загинув український гімнаст, призер Олімпійських ігор Олександр Береш

## Скандали
У 2011 році у Верховній раді відбувся конфлікт між Адамом Мартинюком та Олегом Ляшком, у ході якого Ляшко нецензурно висловився на адресу Мартинюка, а той, своєю чергою, схопив Ляшка за горло.
В період початку передвиборчої кампанії до виборів у Верховну Раду 2012 року ймовірний майбутній кандидат у народні депутати по мажоритарному округу № 23 Адам Мартинюк став об'єктом уваги активістів кампанії «Помста за розкол країни». Молоді люди здійснили три поїздки на округ. Під час кожної з них на активістів та журналістів здійснювали напади чи переслідували невідомі, сільська голова села Ветли Любов Павлік, представники Мартинюка, члени КПУ, священник місцевої церкви УПЦ МП та міліція.
У 2016 році був помічений на мітингу до дня 362-ї річниці Переяславської ради разом із Петром Симоненком та Наталією Вітренко.

## Нагороди та відзнаки
- Орден князя Ярослава Мудрого III ст. (22 січня 2013) — за значний особистий внесок у соціально-економічний, науково-технічний, культурно-освітній розвиток Української держави, вагомі трудові досягнення, багаторічну сумлінну працю[8]
- Орден князя Ярослава Мудрого IV ст. (2010)[9], V ступеня (2005)[10].

- ТОП 100 — 2005. Найвпливовіші люди України (журнал «КореспонденТ»)
- ТОП 100 — 2004. Найвпливовіші люди України (журнал «КореспонденТ»)
- Почесний громадянин Любешева.